# OpenHistoricalMap
 (mars 2016).
OpenHistoricalMap est un projet qui utilise le schéma de données d'OpenStreetMap pour créer la carte la plus universelle, détaillée et périmée du monde.
Le but du projet est de cartographier la réalité historique du monde.